# Doris Maletzki
Doris Maletzki (Salzwedel, 11 de junho de 1952) é uma antiga atleta alemã, especialista em corridas de 200 metros e que corria pela então República Democrática Alemã.
Notabilizou-se, durante a década de 1970, principalmente em provas de estafetas.  Foi assim que obteve a medalha de ouro na estafeta 4 x 100 metros durante os Campeonatos da Europa de 1974, em Rome, juntamente com as suas compatriotasRenate Stecher, Christina Heinich e Bärbel Wöckel. Selecionada para os Jogos Olímpicos de 1976 na equipa de estafeta 4 x 400 metros, Doris Maletzki, fazendo equipa com Brigitte Rohde, Ellen Streidt et Christina Brehmer, sagrou-se campeã olímpica, estabelecendo um novo recorde mundial em 3:19.23 m.
Durante a sua carreira, competiu no Dynamo Berlin.